# Kristine Radford
Pour les articles homonymes, voir Radford.
Kristine Radford (née le 3 mars 1970) est une joueuse de tennis australienne, professionnelle dans les années 1980 et 1990. Elle est aussi connue sous son nom de femme mariée, Kristine Radford Kunce ou Kristine Kunce.
Elle réalise la meilleure saison de sa carrière en 1994, se hissant en janvier au 3e tour de l'Open d'Australie et, en juillet, au 4e tour du tournoi de Wimbledon. Au bénéfice de ces performances, elle atteint le 45e rang mondial du classement WTA le 15 août. 
C'est néanmoins en double dames que Kristine Radford obtient ses meilleurs résultats (demi-finaliste à Wimbledon et à l'US Open, six tournois WTA gagnés en treize finales).

## Palmarès

### Titres en double dames
| No | Date       | Nom et lieu du tournoi           | Catégorie | Dotation  | Surface         | Partenaire        | Finalistes                       | Score         |          |
| -- | ---------- | -------------------------------- | --------- | --------- | --------------- | ----------------- | -------------------------------- | ------------- | -------- |
| 1  | 26-04-1993 | Indonesian Championships Jakarta | Tier IV   | 100 000 $ | Dur (ext.)      | Nicole Arendt     | Amy de Lone Erika de Lone        | 6-3, 6-4      | Parcours |
| 2  | 25-04-1994 | Danamon Indonesia Open Jakarta   | Tier IV   | 100 000 $ | Dur (ext.)      | Nicole Arendt     | Kerry-Anne Guse Andrea Strnadová | 6-2, 6-2      | Parcours |
| 3  | 11-09-1995 | TVA Cup Ladies Open Nagoya       | Tier IV   | 107 500 $ | Moquette (int.) | Kerry-Anne Guse   | Rika Hiraki Park Sung-hee        | 6-4, 6-4      | Parcours |
| 4  | 13-11-1995 | Volvo Open Pattaya               | Tier IV   | 107 500 $ | Dur (ext.)      | Jill Hetherington | Kristin Godridge Nana Miyagi     | 2-6, 6-4, 6-3 | Parcours |
| 5  | 21-04-1997 | Danamon Open Jakarta             | Tier IV   | 107 500 $ | Dur (ext.)      | Kerry-Anne Guse   | Lenka Němečková Yuka Yoshida     | 6-4, 5-7, 7-5 | Parcours |
| 6  | 17-11-1997 | Volvo Women’s Open Pattaya       | Tier IV   | 107 500 $ | Dur (ext.)      | Corina Morariu    | Florencia Labat Dominique Monami | 6-3, 6-4      | Parcours |

### Finales en double dames
| No | Date       | Nom et lieu du tournoi                     | Catégorie | Dotation  | Surface      | Vainqueures                    | Partenaire        | Score         |          |
| -- | ---------- | ------------------------------------------ | --------- | --------- | ------------ | ------------------------------ | ----------------- | ------------- | -------- |
| 1  | 19-04-1993 | Women’s Open Kuala Lumpur                  | Tier IV   | 100 000 $ | Dur (int.)   | Patty Fendick Meredith McGrath | Nicole Arendt     | 6-4, 7-6      | Parcours |
| 2  | 04-10-1993 | P&G Open Taïwan                            | Tier IV   | 100 000 $ | Dur (ext.)   | Yayuk Basuki Nana Miyagi       | Jo-Anne Faull     | 6-4, 6-2      | Parcours |
| 3  | 18-04-1994 | Singapore Classic Kallang                  | Tier IV   | 100 000 $ | Dur (ext.)   | Patty Fendick Meredith McGrath | Nicole Arendt     | 6-4, 6-1      | Parcours |
| 4  | 12-06-1995 | DFS Classic Birmingham                     | Tier III  | 161 250 $ | Gazon (ext.) | Manon Bollegraf Rennae Stubbs  | Nicole Bradtke    | 3-6, 6-4, 6-4 | Parcours |
| 5  | 01-01-1996 | Amway Classic Auckland                     | Tier IV   | 107 500 $ | Dur (ext.)   | Els Callens Julie Halard       | Jill Hetherington | 6-1, 6-0      | Parcours |
| 6  | 23-02-1998 | IGA Tennis Classic Oklahoma City           | Tier III  | 164 250 $ | Dur (int.)   | Serena Williams Venus Williams | Cătălina Cristea  | 7-5, 6-2      | Parcours |
| 7  | 04-01-1999 | Thalgo Hard Court Championships Gold Coast | Tier III  | 180 000 $ | Dur (ext.)   | Corina Morariu Larisa Neiland  | Irina Spîrlea     | 6-3, 6-3      | Parcours |

## Parcours en Grand Chelem

### En simple dames
| Année | Open d'Australie | Open d'Australie | Internationaux de France | Internationaux de France | Wimbledon       | Wimbledon           | US Open         | US Open       |
| ----- | ---------------- | ---------------- | ------------------------ | ------------------------ | --------------- | ------------------- | --------------- | ------------- |
| 1988  | 1er tour (1/64)  | A.M. Fernández   | -                        | -                        | -               | -                   | -               | -             |
| 1989  | -                | -                | -                        | -                        | 2e tour (1/32)  | Martina Navrátilová | -               | -             |
| 1990  | 1er tour (1/64)  | Carin Bakkum     | -                        | -                        | -               | -                   | -               | -             |
| 1991  | -                | -                | -                        | -                        | 1er tour (1/64) | Pascale Paradis     | -               | -             |
| 1993  | -                | -                | -                        | -                        | -               | -                   | 2e tour (1/32)  | Jenny Byrne   |
| 1994  | 3e tour (1/16)   | Chanda Rubin     | 1er tour (1/64)          | Barbara Rittner          | 4e tour (1/8)   | Conchita Martínez   | 1er tour (1/64) | Zina Garrison |
| 1995  | 1er tour (1/64)  | Chanda Rubin     | 1er tour (1/64)          | Christina Singer         | 1er tour (1/64) | Barbara Paulus      | -               | -             |
| 1996  | 1er tour (1/64)  | Nicole Arendt    | -                        | -                        | -               | -                   | -               | -             |
| 1997  | 1er tour (1/64)  | Mana Endo        | -                        | -                        | -               | -                   | -               | -             |
| 1998  | 1er tour (1/64)  | Miriam Oremans   | -                        | -                        | -               | -                   | -               | -             |

À droite du résultat, l’ultime adversaire.

### En double dames
| Année | Open d'Australie              | Open d'Australie           | Internationaux de France      | Internationaux de France  | Wimbledon                     | Wimbledon                   | US Open                       | US Open                    |
| ----- | ----------------------------- | -------------------------- | ----------------------------- | ------------------------- | ----------------------------- | --------------------------- | ----------------------------- | -------------------------- |
| 1988  | 2e tour (1/16) B. Potter      | Patricia Hy Etsuko Inoue   | -                             | -                         | -                             | -                           | -                             | -                          |
| 1989  | -                             | -                          | 1er tour (1/32) Amy Frazier   | Carin Bakkum N. Jagerman  | 1er tour (1/32) Kate McDonald | Katrina Adams Zina Garrison | 1er tour (1/32) M. Jaggard    | G. Fernández Robin White   |
| 1990  | 2e tour (1/16) Kate McDonald  | M. Lindström H. Ludloff    | 1er tour (1/32) Luanne Spadea | G. Castro C. Martínez     | 1er tour (1/32) Carin Bakkum  | Jana Novotná Helena Suková  | -                             | -                          |
| 1991  | 2e tour (1/16) Jill Smoller   | Monica Seles Anne Smith    | -                             | -                         | 1er tour (1/32) Sandy Collins | R. Fairbank B. Schultz      | 2e tour (1/16) K. Godridge    | MJ Fernández Zina Garrison |
| 1992  | 1er tour (1/32) Lupita Novelo | S. Rehe B. Schultz         | 1er tour (1/32) Lupita Novelo | Steffi Graf Anke Huber    | 3e tour (1/8) Lupita Novelo   | G. Fernández N. Zvereva     | -                             | -                          |
| 1993  | 1er tour (1/32) Ei Iida       | Hetherington Kathy Rinaldi | 1er tour (1/32) E. Švíglerová | A. Fusai C. Suire         | 3e tour (1/8) M. Jaggard      | A. Sánchez Helena Suková    | 1er tour (1/32) Nicole Arendt | Sandy Collins M. de Swardt |
| 1994  | 3e tour (1/8) Nicole Arendt   | Hetherington S. Stafford   | 2e tour (1/16) J. Richardson  | M. Bollegraf Navrátilová  | 1/2 finale Nicole Arendt      | Jana Novotná A. Sánchez     | 3e tour (1/8) Nicole Arendt   | Jana Novotná A. Sánchez    |
| 1995  | 1er tour (1/32) N. Bradtke    | C. Martínez P. Tarabini    | 2e tour (1/16) N. Bradtke     | Amy Frazier Kimberly Po   | 2e tour (1/16) N. Bradtke     | Nicole Arendt Pam Shriver   | 1/2 finale Hetherington       | B. Schultz Rennae Stubbs   |
| 1996  | 1er tour (1/32) Hetherington  | E. Makarova E. Maniokova   | 2e tour (1/16) S. Stafford    | M. McGrath L. Neiland     | 1er tour (1/32) Laura Golarsa | W. Probst C. Singer         | 3e tour (1/8) Debbie Graham   | G. Fernández N. Zvereva    |
| 1997  | 3e tour (1/8) Debbie Graham   | G. Fernández A. Sánchez    | 1er tour (1/32) Debbie Graham | E. Curutchet S. Georges   | 2e tour (1/16) Debbie Graham  | L. Davenport Jana Novotná   | 3e tour (1/8) A. Ellwood      | Yayuk Basuki Caroline Vis  |
| 1998  | 2e tour (1/16) C. Morariu     | A. Coetzer Anke Huber      | 3e tour (1/8) C. Morariu      | M. Hingis Jana Novotná    | 2e tour (1/16) C. Morariu     | C. Barclay K. Guse          | 1er tour (1/32) C. Morariu    | L. Osterloh M. Washington  |
| 1999  | 2e tour (1/16) Kimberly Po    | L. Davenport N. Zvereva    | 1er tour (1/32) Kimberly Po   | L. Němečková R. Zrubáková | 2e tour (1/16) Kimberly Po    | L. Neiland A. Sánchez       | 2e tour (1/16) K. Guse        | Chanda Rubin S. Testud     |
| 2000  | 2e tour (1/16) K. Guse        | T. Musgrave B. Stewart     | -                             | -                         | -                             | -                           | -                             | -                          |

Sous le résultat, la partenaire ; à droite, l’ultime équipe adverse.

### En double mixte
| Année | Open d'Australie              | Open d'Australie           | Internationaux de France      | Internationaux de France    | Wimbledon                     | Wimbledon                  | US Open                       | US Open                     |
| ----- | ----------------------------- | -------------------------- | ----------------------------- | --------------------------- | ----------------------------- | -------------------------- | ----------------------------- | --------------------------- |
| 1989  | -                             | -                          | -                             | -                           | 2e tour (1/16) S. Furlong     | M. Bollegraf Tom Nijssen   | -                             | -                           |
| 1990  | -                             | -                          | -                             | -                           | 1er tour (1/32) Bret Garnett  | Elna Reinach P. Aldrich    | -                             | -                           |
| 1992  | -                             | -                          | -                             | -                           | 1er tour (1/32) Bret Garnett  | Linda Wild Ken Flach       | -                             | -                           |
| 1993  | 2e tour (1/8) Piet Norval     | Hetherington G. Michibata  | 1er tour (1/32) Bret Garnett  | K. Quentrec M. Bahrami      | 2e tour (1/16) Bret Garnett   | Kathy Rinaldi P. Galbraith | -                             | -                           |
| 1994  | -                             | -                          | 3e tour (1/8) Jim Pugh        | Helena Suková T. Woodbridge | 1er tour (1/32) Jim Pugh      | G. Fernández Cyril Suk     | 1er tour (1/16) Jim Pugh      | M. McGrath M. Woodforde     |
| 1995  | 2e tour (1/8) Pat Cash        | MJ Fernández Sandon Stolle | 1er tour (1/32) Wayne Arthurs | K. Guse Joshua Eagle        | 2e tour (1/16) Joshua Eagle   | C. Singer B. Haygarth      | 1er tour (1/16) Philippoussis | Navrátilová J. Stark        |
| 1996  | 1er tour (1/16) Menno Oosting | Els Callens Piet Norval    | 1er tour (1/32) Joshua Eagle  | R. McQuillan D. Macpherson  | 1er tour (1/32) M. Tebbutt    | Pam Shriver P. Galbraith   | 2e tour (1/8) David Adams     | M. Bollegraf Rick Leach     |
| 1997  | -                             | -                          | 2e tour (1/16) Scott Davis    | Rika Hiraki M. Bhupathi     | 2e tour (1/16) Kelly Jones    | B. Rittner K. Braasch      | -                             | -                           |
| 1998  | 2e tour (1/8) Jim Grabb       | Melicharová A. Kitinov     | 1/2 finale F. Montana         | V. Williams J. Gimelstob    | 1/4 de finale Sandon Stolle   | S. Williams Max Mirnyi     | 2e tour (1/8) F. Montana      | V. Williams J. Gimelstob    |
| 1999  | 1er tour (1/16) F. Montana    | Ai Sugiyama P. Tramacchi   | 1/4 de finale Pavel Vízner    | De Villiers G. Stafford     | 1er tour (1/32) Sandon Stolle | Jessica Steck B. Haygarth  | 2e tour (1/8) E. Ferreira     | Rennae Stubbs T. Woodbridge |
| 2000  | 1er tour (1/16) E. Ferreira   | Likhovtseva Jeff Tarango   | -                             | -                           | -                             | -                          | -                             | -                           |

Sous le résultat, le partenaire ; à droite, l’ultime équipe adverse.

## Parcours en Coupe de la Fédération
| #                                                                             | Date       | Lieu        | Surface      | Gagnante(s)                        | Perdante(s)                      | Score         |          |
|                                                                               |            |             |              |                                    |                                  |               |          |
| 1994 - 1er tour (groupe mondial) - Lettonie - Australie - 1 : 2               |            |             |              |                                    |                                  |               |          |
| 1                                                                             | 19/07/1994 | Francfort   | Terre (ext.) | Larisa Neiland                     | Kristine Radford                 | 6-3, 2-6, 6-0 | Parcours |
|                                                                               |            |             |              |                                    |                                  |               |          |
| 1994 - 2e tour (groupe mondial) - Autriche - Australie - 2 : 1                |            |             |              |                                    |                                  |               |          |
| 2                                                                             | 21/07/1994 | Francfort   | Terre (ext.) | Judith Wiesner                     | Kristine Radford                 | 6-0, 6-3      | Parcours |
|                                                                               |            |             |              |                                    |                                  |               |          |
| 1997 - 1/4 de finale (groupe mondial II) - Afrique du Sud - Australie - 2 : 3 |            |             |              |                                    |                                  |               |          |
| 3                                                                             | 01/03/1997 | Durban      | Dur (ext.)   | Mariaan de Swardt Rosalyn Fairbank | Kerry-Anne Guse Kristine Radford | 6-3, 7-5      | Parcours |
|                                                                               |            |             |              |                                    |                                  |               |          |
| 1997 - Barrage (groupe mondial I) - Australie - Espagne - 2 : 3               |            |             |              |                                    |                                  |               |          |
| 4                                                                             | 12/07/1997 | Hope Island | Dur (ext.)   | Kerry-Anne Guse Kristine Radford   | M. A. Sánchez Cristina Torrens   | 6-2, 6-4      | Parcours |

## Classements WTA en fin de saison

### En simple
| Année | 1986 | 1987 | 1988 | 1989 | 1990 | 1991 | 1992 | 1993 | 1994 | 1995 | 1996 | 1997 | 1998 |
| Rang  | 474  | 310  | 241  | 168  | 278  | 168  | 165  | 109  | 56   | 212  | 170  | 124  | 252  |

Source : (en) « Classements de Kristine Radford », sur le site officiel du WTA Tour

### En double
| Année | 1986 | 1987 | 1988 | 1989 | 1990 | 1991 | 1992 | 1993 | 1994 | 1995 | 1996 | 1997 | 1998 |
| Rang  | 431  | 235  | 237  | 121  | 113  | 122  | 61   | 69   | 32   | 38   | 60   | 39   | 48   |

Source : (en) « Classements de Kristine Radford », sur le site officiel du WTA Tour